# Вайнах (футбольный клуб)
«Вайна́х» — российский футбольный клуб из города Шали. Основан в 1974 году. На уровне команд мастеров выступал в 1991—1992 годах (во Второй низшей лиге СССР и Второй лиге России). С 2006 года выступает в чемпионате Чеченской Республики (Четвёртый дивизион России).

## История
Футбольный клуб «Вайнах» был создан в ноябре 1972 года, спонсором команды было предприятие «Аргунводпром». Основателем футбольной команды "Вайнах" был секретарь партийной организации АКСМиС который впоследствии был переименован в "Аргунводпром" Шемилев Султан Мовладинович,  Алханов Хайдар и Лепиев Алу являлись воспитанниками Шемилева Султана Мовладиновича. За создание и присвоение названия ФК "Вайнах" Секретарь партийной организации Шемилев С.М. решением бюро Шалинского РК КПСС был освобожден от занимаемой должности секретаря партийной организации "Аргунводпром" обвинив его в разжигании национальной розни. Однако Шемилев С.М   написал в "Литературную газету" в 1973 году, после чего в ЧИАССР приехали корреспонденты из "Литературной газеты", изучив материалы присвоения названия ФК "Вайнах". Корреспонденты "Литературной Газеты" выпустили статью оправдывающую действия Шемилева С.М.  слово Вайнах было направленно в "национальный" факультет ЧГУ  где был сделан перевод слова как "Наши Люди". После определенных процедур Шемилев С.М. был восстановлен в должности партийного секретаря "Аргунводпром". Всю свою сознательную жизнь, все силы и средства в свое основное время Шемилев С.М. отдавал  ФК "Вайнах". Как то на тот момент министр по спорту ЧИССР Алханов А. на день создания ФК "Вайнах" выступил о том что основателем команды был секретарь "Аргунводпром" Шемилев С.М. и вложил большой вклад в развитие ФК Вайнах за что были благодарны Лепиев А. Дакаев И. и остальные ветераны ФК "Вайнах". Главным тренером был Борис Каюшников, мастер спорта СССР, ветеран команды «Терек», работавший в разные годы тренером «Динамо» (Махачкала) и «Терек» (Грозный). Выступая в чемпионате Чечено-Ингушской АССР, клуб становился семикратным чемпионом республики (1974, 1975, 1980, 1981, 1984, 1985, 1989) и трехкратными обладателем Кубка республики (1982, 1984, 1987). В главной республиканской команде «Терек» в разное время играли воспитанники «Вайнаха». Главными тренерами работали известные в республике и за её пределами специалисты Хайдар Алханов, Борис Каюшников. Шалинцы участвовали в розыгрыше Кубка России среди команд производственных коллективов. По ходатайству Федерации футбола республики Федерацией футбола СССР в 1991 году команде «Вайнах» было представлено право впервые выступать в чемпионате страны во второй лиге в четвёртой зоне. С 2006 года играет в чемпионате Чеченской Республики по футболу.
В 2017 и 2019 годах году клуб принимал участие в первенстве Третьего дивизиона (ЛФК). В 2019 году также принял участие в розыгрыше Кубка России сезона 2019/2020 годов: 20 июля в домашнем матче 1/256 финала проиграл владикавказской «Алании» — 1:3.
1 июня 2020 года появилась информация, что «Вайнах» может принять участие в Первенстве ПФЛ сезона 2020/21, а также войти в структуру грозненского «Ахмата».

## Спонсоры и экипировка
- — АНО «Vainah»
- — Adidas

## История названий
- 1972—1991 — «Вайнах» Шали
- 1992—1993 — «Машиностроитель»[7] Грозный
- с 1994 — «Вайнах» Шали

Шалинский «Вайнах» не стоит путать с одноимённой командой из Аргуна — города, находящегося на расстоянии 19 км от Шали. Оба клуба играют в чемпионате Республики, в 2019 году также — в Третьем дивизионе в зоне ЮФО/СКФО.

## Достижения
СССР
Чемпионат Чечено-Ингушской АССР
- Чемпион: 1974, 1975, 1980, 1981, 1984, 1985, 1989.

Кубок Чечено-Ингушской АССР
- Обладатель: 1982, 1984, 1987.

Россия
Третий дивизион, ЮФО/СКФО
- 2-е место: 2017, 2019

Чемпионат Чеченской Республики
- Чемпион: 2010[9], 2011, 2013, 2015, 2019[10]
- 2-е место: 2009, 2012, 2014, 2016, 2017[11]
- 3-е место: 2008, 2018[12]

Кубок Чеченской Республики
- Обладатель: 2006, 2013, 2014, 2016

Суперкубок Чеченской Республики
- Обладатель: 2011, 2013, 2015, 2017[13]

Лига чемпионов ЮФО/СКФО
- Победитель: 2019

## Выступления на уровне команд мастеров
| Сезон                    | Сезон                           | Результат    | И  | В  | Н | П  | Мячи   | Примечания                   |
| ------------------------ | ------------------------------- | ------------ | -- | -- | - | -- | ------ | ---------------------------- |
| Первенство СССР и России |                                 |              |    |    |   |    |        |                              |
| 1991                     | Вторая низшая лига СССР, зона 4 | 17 из 22     | 42 | 13 | 6 | 23 | 46-80  |                              |
| 1992                     | Вторая лига России, зона 1      | 20 из 20     | 38 | 6  | 3 | 29 | 33-109 |                              |
| Кубок России             |                                 |              |    |    |   |    |        |                              |
| Кубок России 1992/93     | Кубок России 1992/93            | 1/256 финала | 1  | 0  | 0 | 1  | 0-5    | соперник — «Анжи» (в гостях) |
| Кубок России 2019/20     | Кубок России 2019/20            | 1/256 финала | 1  | 0  | 0 | 1  | 1-3    | соперник — «Алания» (дома)   |

## Главные тренеры
По данным footballfacts.ru.
- Каюшников, Борис Дмитриевич — 1973—1975
- Алханов, Хайдар Минералович — март 1990 — декабрь 1991 (?)
- Каюшников, Борис Дмитриевич — 1991
- Гриднев, Сергей Николаевич — 1992
- Далиев, Муслим Мурдалович — 2009—2011
- Тазабаев, Султан Хумидович — 2019 — июнь 2021

## Известные игроки
- Иса Байтиев[15]
- Тимур Джабраилов[15]
- Адам Исмаилов[16]
- Заур Садаев[17]
- Дени Гайсумов[18]
- Ризван Садаев[19]